# José Francisco de Abreu
José Francisco de Abreu (Elvas, 1753 -?) foi um arquitecto português, com actividade confinada ao Alentejo onde riscou a Igreja da Lapa e o edifício da Câmara, em Vila Viçosa, e a matriz de Portel. Utilizou uma linguagem tardo-barroca disciplinada pela contenção tradicional da arquitectura alentejana.